# 1597년
1597년은 수요일로 시작하는 평년이다.

## 연호
- 명(明) 만력(萬曆) 25년
- 일본(日本) 게이초(慶長) 2년
- 후 레 왕조(後黎朝) 꽝흥(光興) 20년
- 막 왕조(莫朝) 끼엔통(乾統) 5년

## 기년
- 류큐(琉球) 쇼네이왕(尚寧王) 9년
- 명(明) 신종 만력제(神宗 萬曆帝) 25년
- 조선(朝鮮) 선조(宣祖) 30년
- 후 레 왕조(後黎朝) 세종(世宗) 25년

## 사건
- 2월 6일 - 도요토미 히데요시가 로마 가톨릭 교도 26명을 처형하다.
- 8월 16일 - 남원성 전투. 조선군 5천명 및 남원 주민 1만명이 전멸하다. 명나라 군 부총병 양원은 패주했다.
- 8월 27일 - 칠천량 해전에서 조선 수군 전멸하다 거북선(귀선), 판옥선 100여척 전면패주하다.
- 10월 6일 - 조선 함경도 백두산 일대에서 수차례의 강진이 일어나 일부 화산 활동의 현상이 보고되었다.
- 10월 7일 - 어란포 해전 발발.
- 10월 16일 - 벽파진 해전 발발.
- 10월 25일 - 정유재란: 명량 해전에서 이순신이 12척의 배를 이끌고 133척의 일본 배를 물리치다.

## 사망
- 7월 13일 - 삼도수군절도사 원균 + 이억기, 최호
- 10월 26일 - 일본의 무장 구루시마 미치후사